# シャルル＝オーギュスト・ド・ベリオ
シャルル＝オーギュスト・ド・ベリオ（Charles-Auguste de Bériot, 1802年2月20日 - 1870年4月8日）は、ベルギーのヴァイオリニスト、作曲家。

## 経歴
1802年、ルーヴェンで生まれた。パリでジョヴァンニ・バッティスタ・ヴィオッティ、ピエール・バイヨに学び、各地を演奏旅行、1843年よりブリュッセル音楽院のヴァイオリン教授を務めた。
典雅な奏法で知られる19世紀のフランス・ベルギー（フランコ・ベルギー）楽派の創始者として有名であり、アンリ・ヴュータンを育てた。
七月革命の起こった1830年、歌手のマリア・マリブランとイタリアに駆け落ちし、5年後に正式に結婚するが、翌1836年に乗馬事故により死別した。1852年に視力の障害から引退に追い込まれ、1858年に失明。さらに1866年には左腕の麻痺により創作活動もできなくなった。1870年にブリュッセルで死去。
10曲のヴァイオリン協奏曲（第5番ニ短調作品55、第7番ト長調作品76、第9番イ短調作品104等）、「バレエの情景」作品100（1855年）、「セレナード」作品124等のヴァイオリン用の曲が知られている。現在ではコンサート用としてよりもむしろ教育用のレパートリーとして取り上げられることが多い。

## 家族・親族
- 妻：マリア・マリブランは歌手。
- 息子：マリブランとの間に生まれた息子のシャルル＝ウィルフリッド・ド・ベリオ（Charles-Wilfrid de Bériot、1833年-1914年）はピアニスト・作曲家になり、エンリケ・グラナドス、モーリス・ラヴェル、リカルド・ビニェスらを教えた。